# Единая зона платежей в евро
Единая зона платежей в евро (ЕЗПЕ; англ. Single Euro Payments Area — SEPA) — единая зона, в которой полностью ликвидированы различия между внутренними и международными платежами в евро. Первые связанные с SEPA изменения вступили в силу 28 января 2008 года.
Цель создания проекта — улучшить эффективность межгосударственных платежей и объединить национальные рынки разных стран в единый домашний рынок. Единая зона платежей в евро позволит пользователям совершать безналичные платежи в евро любому другому пользователю, находящемуся в любом месте данной зоны, используя единый банковский счёт и единый набор платёжных инструментов.
Дополнительная экономия достигается за счет обязанности банков зачислять SEPA-платежи полной суммой на счёт получателя и без каких-либо комиссий. Исполнение платежей производится не позднее одного рабочего дня после их оформления.
Проект включает создание общих финансовых инструментов, стандартов, процедур и инфраструктуры для обеспечения экономики в масштабе всех стран-участников. Результатом введения единой зоны платежей в евро должно стать уменьшение общих затрат по перемещению капиталов в европейской экономике (2—3 % от общего значения ВВП).
По состоянию 2025 год на членами SEPA является 41 государство, как входящих в Еврозону и ЕС, так и вне их: все 27 членов ЕС, члены Европейской ассоциации свободной торговли (Исландия, Лихтенштейн, Норвегия, Швейцария), Великобритания, 4 карликовых государства (Андорра, Ватикан, Монако, Сан-Марино) и 5 кандидатов на членство в ЕС (Албания, Молдова, Северная Македония, Сербия, Черногория).